# Amhaeng-eosa: Joseonbimilsusadan
Amhaeng-eosa: Joseonbimilsusadan (암행어사: 조선비밀수사단?; lett. "L'ispettore reale in incognito: L'unità investigativa segreta di Joseon"), anche nota con il titolo internazionale Royal Secret Agent, è una serie televisiva sudcoreana trasmessa su KBS2 dal 21 dicembre 2020 al 9 febbraio 2021.

## Trama
Corea, periodo Joseon. Quando viene scoperto a scommettere illegalmente, l'impiegato governativo Sung Yi-gyum viene punito assegnandogli la carica di ispettore reale in incognito con il compito di indagare sulla corruzione dei funzionari statali. Al suo fianco ci sono il suo affezionato servitore Park Chun-sam e l'ispettrice Hong Da-in.

## Personaggi e interpreti
- Sung Yi-gyum, interpretato da Kim Myung-soo
- Hong Da-in, interpretata da Kwon Na-ra
- Park Chun-sam, interpretato da Lee Yi-kyung

## Riconoscimenti
- KBS Drama Award
  - 2021 – Premio all'eccellenza, attrice in una miniserie a Kwon Na-ra[4]
  - 2021 – Miglior attore secondario a Lee Yi-kyung[5]
  - 2021 – Candidatura Premio all'alta eccellenza (attori) a Kim Myung-soo[6]
  - 2021 – Candidatura Premio all'eccellenza, attore in una miniserie a Kim Myung-soo[7]